# Doab

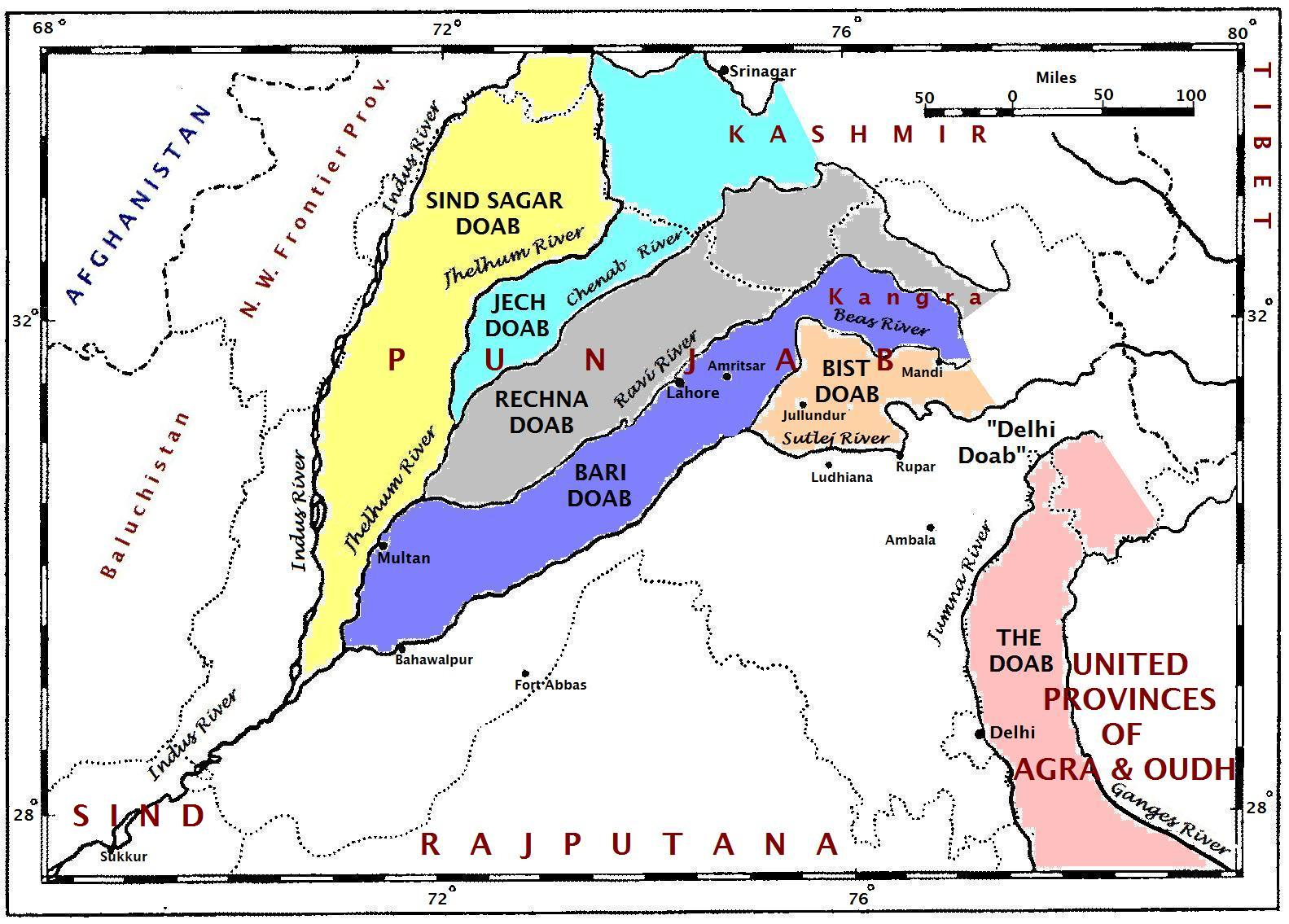
Mapa północno-zachodnich Indii z zaznaczonymi doabami

Doab (urd. دوآب; hin. दोआब; z per. دوآب, trl. dōāb, gdzie dō znaczy „dwa” + āb znaczy „woda” lub „rzeka”) – termin używany w Indiach i Pakistanie do nazwania obszarów w kształcie języka leżących pomiędzy dwoma zbiegającymi się rzekami, inaczej międzyrzecze; nazwą Doab, już jako częścią nazwy własnej, określa się również niektóre regiony leżące pomiędzy zbiegającymi się rzekami (szczególnie dotyczy to obszaru pomiędzy rzekami Ganges i Jamuna, w indyjskim stanie Uttar Pradesh).
Regiony nazywane „doab” w Indiach i Pakistanie:
- Doab Zjednoczonych Prowincji pomiędzy Gangesem a Jamuną[1],
- Sind Sagar Doab(inne języki) pomiędzy rzekami Indus a Dźhelam,
- Jech Doab(inne języki) pomiędzy rzekami Dźhelam a Ćanab[4],
- Rechna Doab(inne języki) pomiędzy rzekami Ćanab a Rawi[5],
- Bari Doab pomiędzy rzekami Ravi a Bjas,
- Bist Doab(inne języki) pomiędzy rzekami Bjas a Satledź,
- Delhi Doab pomiędzy rzekami Satledź i Jamuną, mimo nazwy nie jest to prawdziwy doab, gdyż Satledź i Jamuna się nie łączą,
- Raichur Doab(inne języki) pomiędzy rzekami Kryszna i Tungabhadra[potrzebny przypis].